# مهرجان كان السينمائي 1993
مهرجان كان السينمائي لعام 1993 هو الدورة الـ46 للمهرجان عقد في 13 إلى 24 مايو من عام 1993، وحصل كل من فيلم "Farewell My Concubine" للمخرج الصيني كايج تشن وفيلم «البيانو» للمخرج النيوزيلندي جين كامبيون على السعفة الذهبية.